# Diego Ferrero
Diego José Ferrero, más conocido como Di Ferrero (Campo Grande, 11 de junio de 1985), es el vocalista de la banda brasileña NX Zero. Actualmente se dedica a su carrera musical como solista.

## Carrera
La primera vez que se escuchó hablar de Di Ferrero fue en un programa de Xuxa en 1997, donde cantó una canción de Michael Jackson y realizó uno de sus bailes.
Diego entró en NX Zero en 2004, poco tiempo antes de la salida de Yuri Nishida. En diciembre de 2008 el cantante sufrió un accidente de moto en donde se quebró la pierna, pasando a presentarse en los escenarios en silla de ruedas.
Di aparece todos los años en Altas Horas con los otros integrantes de NX Zero. Fue escogido el más guapo del año en el VMB (Brasileño) de 2007 y ganó el "Colirio Nacional" de 2008 por la Revista Capricho. Nx Zero también ganó el premio a la banda del año en 2009 por "Domingão do Faustão".
Luego de la pausa indefinida que se tomó la banda NX Zero, Diego Ferrero se ha concentrado en su carrera como cantante solista.

## Participaciones
Diego tiene una canción grabada en conjunto con la cantante Nelly Furtado, en donde creó la parte en portugués. La canción grabada con él fue la única en la que se realizó un videoclip, que causó gran éxito en Brasil. Participó también de la canción "Tudo passa" del rapero Túlio Dek y grabó una canción con el grupo Rouge. El cantante también grabó "Abra a Felicidade" con Pitty y MV Bill. La canción fue el tema de la campaña publicitaria en verano de 2009 de Coca-Cola. Participó en el 2010 en la canción "When You're Here" del estadounidense Eric Silver. Diego fue invitado con su banda en Toma dos con Phineas y Ferb.

## Vida personal
Nacido en Mato Grosso do Sul, Diego vive en la capital Paulista desde los 12 años de edad. Él también ya vivió en Buenos Aires, Argentina, por causa del trabajo de su padre.

## Discografía
NX Zero
EP
- (2014) Estamos no Começo de Algo Muito Bom, Não Precisa ter Nome Não

Álbuns
- (2004) Diálogo?
- (2006) NX Zero
- (2008) Agora
- (2009) Sete Chaves
- (2010) Projeto Paralelo
- (2012) Em Comum
- (2015) Norte

DVD
- (2007) - MTV ao Vivo - 5 Bandas de Rock
- (2008) - 62 mil horas até aquí

Solo
EP
- (2019) Sinais - Parte I

Álbuns
- (2022) ( Uma Bad, Uma Farra :)

## Singles Solo
- 2008: "All Good Things (Come to an End)"  (con Nelly Furtado)
- 2008: "Tudo Passa" (con Túlio Dek)